# 馬斯馬區

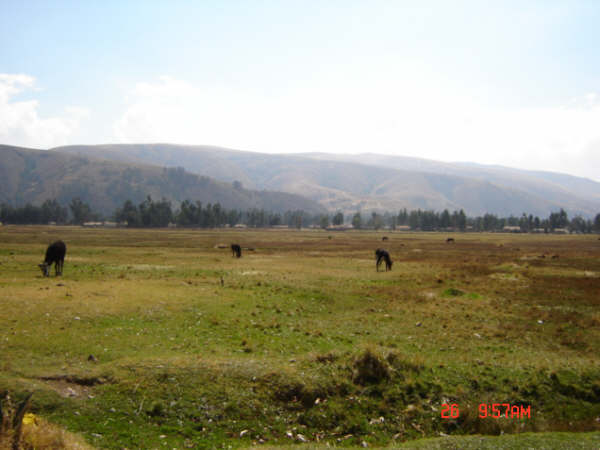

馬斯馬區（西班牙語：Distrito de Masma），是秘魯的一個區，位於該國中部胡寧大區的豪哈省，始建於1916年10月2日，面積14.26平方公里，海拔高度3,460米，2005年人口2,118，人口密度每平方公里150人。